# Junts per Catalunya
Junts per Catalunya, (Tillsammans för Katalonien, JuntsxCat), är en valkartell som deltog i parlamentsvalet i Katalonien 2017.

## Bakgrund
I parlamentsvalet 2015 samlades följande katalanistiska partier på den gemensamma listan Junts pel Sí ('Tillsammans för Katalonien', JxSí):
- Kataloniens demokratiska förbund (CDC)
- Kataloniens demokrater (DC)
- Kataloniens Republikanska Vänster (ERC)
- Vänsterrörelsen (MES)

De två sistnämnda hade redan i det katalanska parlamentsvalet 2012 ingått en valallians kallad Kataloniens republikanska vänster - Katalonien Ja (ERC–CatSí). De två förstnämnda hade i valet till det spanska parlamentet bildat kartellen Demokrati och frihet.
JxSí samlade också en rad oberoende kandidater. Den kanske mest kände av dem, fotbollsikonen Pep Guardiola stod sist på valsedeln. JxSí fick 1 628 714 röster i valet 2015, 39,6 procent av rösterna. Med 62 mandat blev man största parti i det katalanska parlamentet och kunde med stöd av vänsterradikala CUP bilda regering ledd av Carles Puigdemont. Regeringen utlyste folkomröstningen 2017 om Kataloniens självständighet där 90 procent av de röstande röstade ja till katalansk självständighet. Den 27 oktober 2017 röstade Kataloniens regionparlament för utropandet av en självständig stat och den katalanska talmannen Carme Forcadell konstaterade: – Vi utgör den katalanska republiken, en självständig, suverän och demokratisk rättsstat. 
Spaniens senat svarade omedelbart med att upphäva det katalanska självstyret. Den regionala regeringen avsattes och lagfördes. Puigdemont och flera av hans närmaste gick i exil i Bryssel, andra ministrar och parlamentets talman häktades.

## Nyvalet 2017
Spaniens premiärminister Mariano Rajoy utlyste nyval med förhoppningen att det skulle försvaga de katalanska självständighetspartierna.

Partierna bakom ERC–CatSí deklarerade då att man avsåg att åter ställa upp under denna beteckning och att man inte vill fortsätta samarbetet inom JxSí. PDECat (före detta CDC) beslutade då att tillsammans med en rad oberoende kandidater gå till val under namnet JuntsxCat. En av de oberoende kandidaterna var den fängslade ledaren för organisationen Assemblea Nacional Catalana (ANC) Jordi Sànchez, en annan var Quim Torra, vice ordförande för kulturorganisationen Òmnium Cultural.
JuntsxCat fick 34 mandat i valet. Tillsammans med övriga separatistpartier fick man absolut majoritet i parlamentet och efter segslitna förhandlingar kunde så småningom Quim Torra tillträda som ny regionpresident.

## Crida och en ny Junts
Den 16 juli 2018 presenterade ledande företrädare för JuntsXCats, vid en presskonferens i Barcelona, ett manifest och bildandet av en ny politisk grupp: Crida Nacional per la República ('Nationellt upprop för republiken'). Detta ledde i slutändan till bildandet av en ny politisk gruppering, som under namnet Junts blev tredje största parti i 2021 års katalanska regionval.